# Buch (Tangermünde)
Buch è una frazione di 397 abitanti della città tedesca di Tangermünde, nel circondario di Stendal (Sassonia-Anhalt). Già comune autonomo, il 1º gennaio 2010 è stato aggregato a Tangermünde assieme agli altri comuni soppressi di Bölsdorf, Grobleben, Hämerten, Langensalzwedel, Miltern e Storkau.